# Hassan Diab
Hassan B. Diab (Árabe: حسان دياب; nascido em Beirute, 6 de janeiro de 1959) é um engenheiro e acadêmico libanês e foi o primeiro-ministro do país entre 21 de janeiro de 2020 e 10 de agosto de 2020, quando renunciou ao cargo após uma onda de protestos que ocorreram depois de uma explosão no porto de Beirute, que deixou centenas de mortos e milhares de feridos. Diab havia se tornado primeiro-ministro do Líbano após uma coalizão de formação de gabinete, tendo sido apontado para o cargo pelo Presidente do Líbano, Michel Aoun. Antes de ser Primeiro-ministro, Diab ficou à frente do Ministério da Educação entre 2011 e 2014, durante o mandato do Presidente Michel Suleiman.

## Biografia
Hassan Diab nasceu em uma família de origem Síria, em 1959, e adquiriu a nacionalidade libanesa na década de 1990. Atualmente, é casado com Nuwar Mawlawi, com quem tem três filhos, vive em Beirute, Líbano, e considera-se muçulmano sunita.
Ele formou com honras no bacharelado em engenharia de comunicações pela Leeds Metropolitan University, em 1981; também possui um mestrado com distinção em engenharia de sistemas pela Universidade de Surrey e um doutorado em engenharia da computação pela Universidade de Bath, todas no Reino Unido. Ele é um engenheiro certificado no Conselho de Engenharia do Reino Unido e um engenheiro profissional registrado registrado no National Professional Engineers Register da Austrália.
Diab seguiu uma carreira acadêmica, tornando-se Professor de Engenharia Elétrica e de Computadores na Faculdade de Engenharia e Arquitetura da Universidade Americana de Beirute (AUB), no Líbano. Em 2004, ele foi nomeado Presidente Fundador e Decano da Faculdade de Engenharia da Universidade Dhofar, em Omã. Em 2006, ele foi nomeado vice-presidente de programas externos regionais (REP) na AUB. Depois de deixar o cargo ministerial em 2014, ele voltou ao cargo de vice-presidente da AUB e também foi COO em 2014, na mesma universidade.